# Ignaz Pleyel

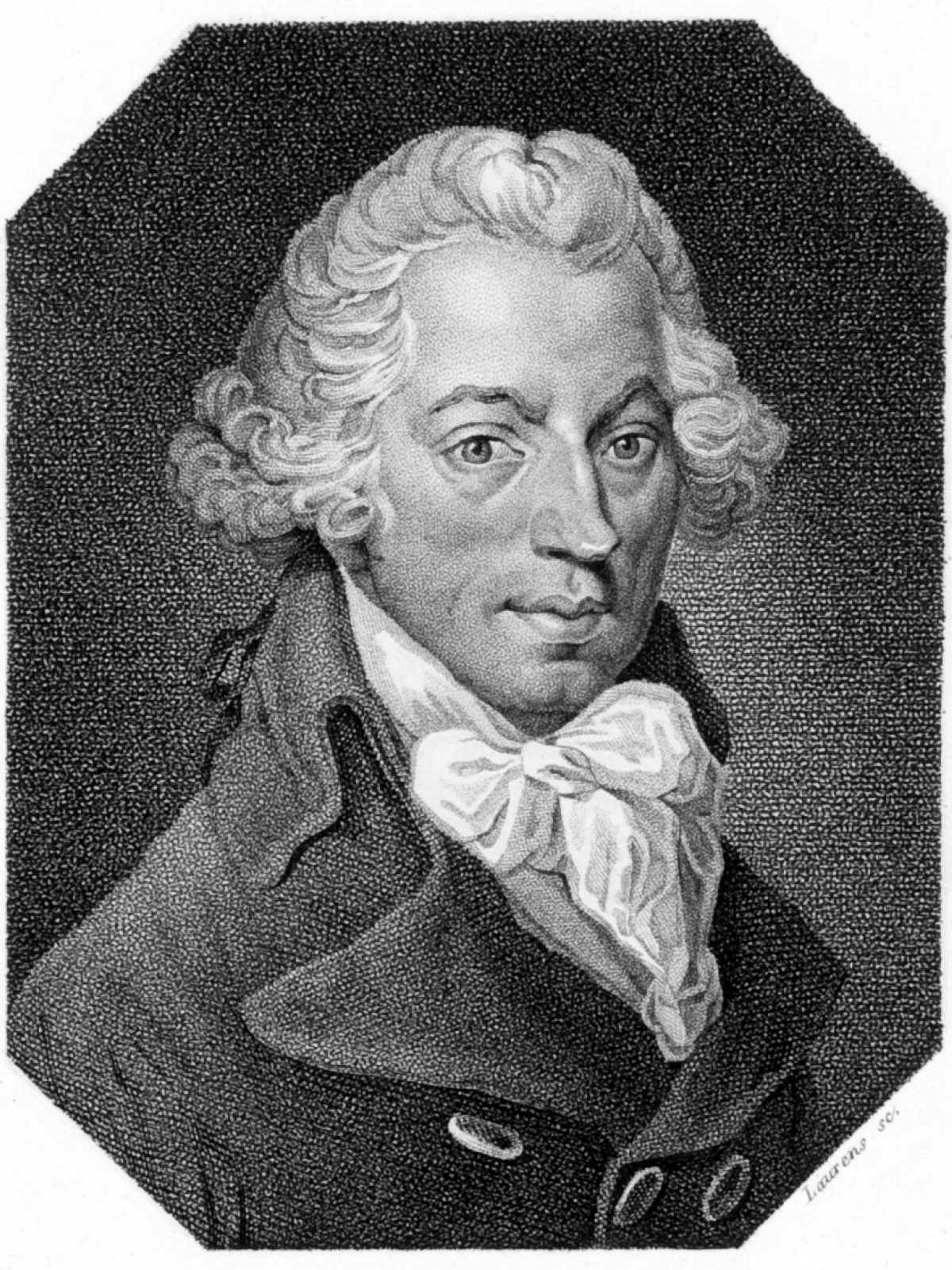
Ignaz Pleyel

Ignaz Pleyel (Ruppersthal, 18 juni 1757 – Parijs, 14 november 1831), later verfranst tot Ignace Pleyel, was een Oostenrijks componist uit de klassieke periode, later muziekuitgever en pianobouwer. 

## Leven
Pleyel werd geboren in Ruppersthal dat tegenwoordig deel uitmaakt van de gemeente Großweikersdorf in het district Tulln als zoon van de schoolmeester Martin Pleyel. Hij was een leerling van Joseph Haydn, met wie hij later bevriend zou blijven. Aan het begin van de jaren 1780-1789 reisde Pleyel door Italië, waar hij onder andere zijn opera Ifigenia in Aulide componeerde.
In 1783 vestigde Pleyel zich in Straatsburg. Hij verfranste zijn naam tot Ignace Pleyel en werd assistent van Kapellmeister František Xaver Richter aan de kathedraal van Straatsburg. Na diens dood in 1789 volgde hij Richter op als Kapellmeister.
In 1791 ging hij naar Londen en leidde er de "Professional Concerts" georganiseerd door Wilhelm Cramer. In deze hoedanigheid was hij de concurrent van zijn leraar Haydn, die op dat moment een andere concertenreeks leidde, georganiseerd door Johann Peter Salomon.
In 1795 verhuisde Pleyel naar Parijs waar hij een muziekuitgeverij begon. In 1807 begon Pleyel met de bouw van piano's. Hij trok zich in 1824 terug in de buurt van Parijs, waar hij in 1831 op 74-jarige leeftijd overleed. Pleyel werd begraven op het kerkhof Père-Lachaise in Parijs.

### Componist
Tijdens zijn leven was Pleyel een gevierd componist. Het hoogtepunt van zijn faam viel tussen die van Haydn en die van Beethoven. Later raakte hij wat in de vergetelheid en bleef hij vooral bekend door zijn didactische werken waarmee vele generaties van beginnende musici werden geconfronteerd. Hij componeerde onder meer 41 symfonieën, 70 strijkkwartetten, strijkkwintetten en vele andere kamermuziekwerken. Zijn periode in Straatsburg was de meest vruchtbare.

### Muziekuitgever
In 1797 richtte hij in Parijs een muziekuitgeverij op, "Maison Pleyel", die onder meer een complete editie van de 83 strijkkwartetten van Haydn (1801) publiceerde, en daarnaast vele werken van Beethoven, Boccherini, Kalkbrenner en anderen. Ook publiceerde hij de eerste populaire studieboeken in "zakformaat", als zakpartituren.

### Pianobouwer

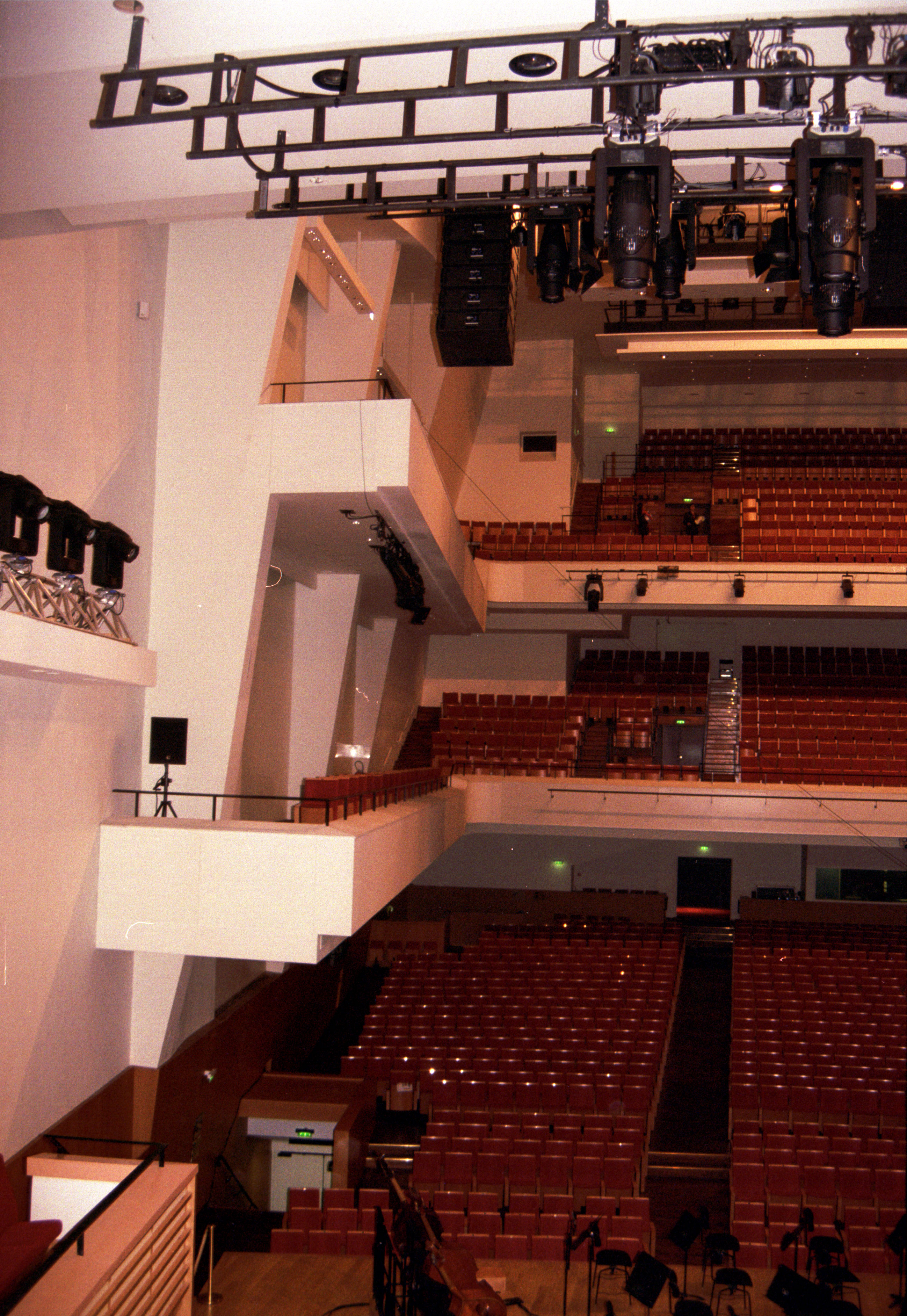
Salle Pleyel na een concert

Pleyel begon in 1807 met de bouw van piano's. Frédéric Chopin was in de wolken over het instrument, zozeer dat hij het liet verhuizen naar zijn tijdelijk verblijf op Mallorca. De firma Pleyel et Cie werd vanaf 1824 voortgezet door zijn oudste zoon Camille die in 1815 tot het bedrijf was toegetreden. Later nam de firma andere Franse pianobouwers over zoals Erard en Gaveau. Sedert begin 2000 specialiseert men zich in kwaliteitsinstrumenten en kopieën van historische instrumenten. In 1927 opende de firma aan de rue du Faubourg-Saint Honoré in Parijs een eigen concertzaal, de "Salle Pleyel". Deze werd in 1934 overgenomen door Le Crédit Lyonnais en is nog steeds in gebruik.